# Baume-les-Messieurs
Baume-les-Messieurs è un comune francese di 206 abitanti situato nel dipartimento del Giura nella regione della Borgogna-Franca Contea.

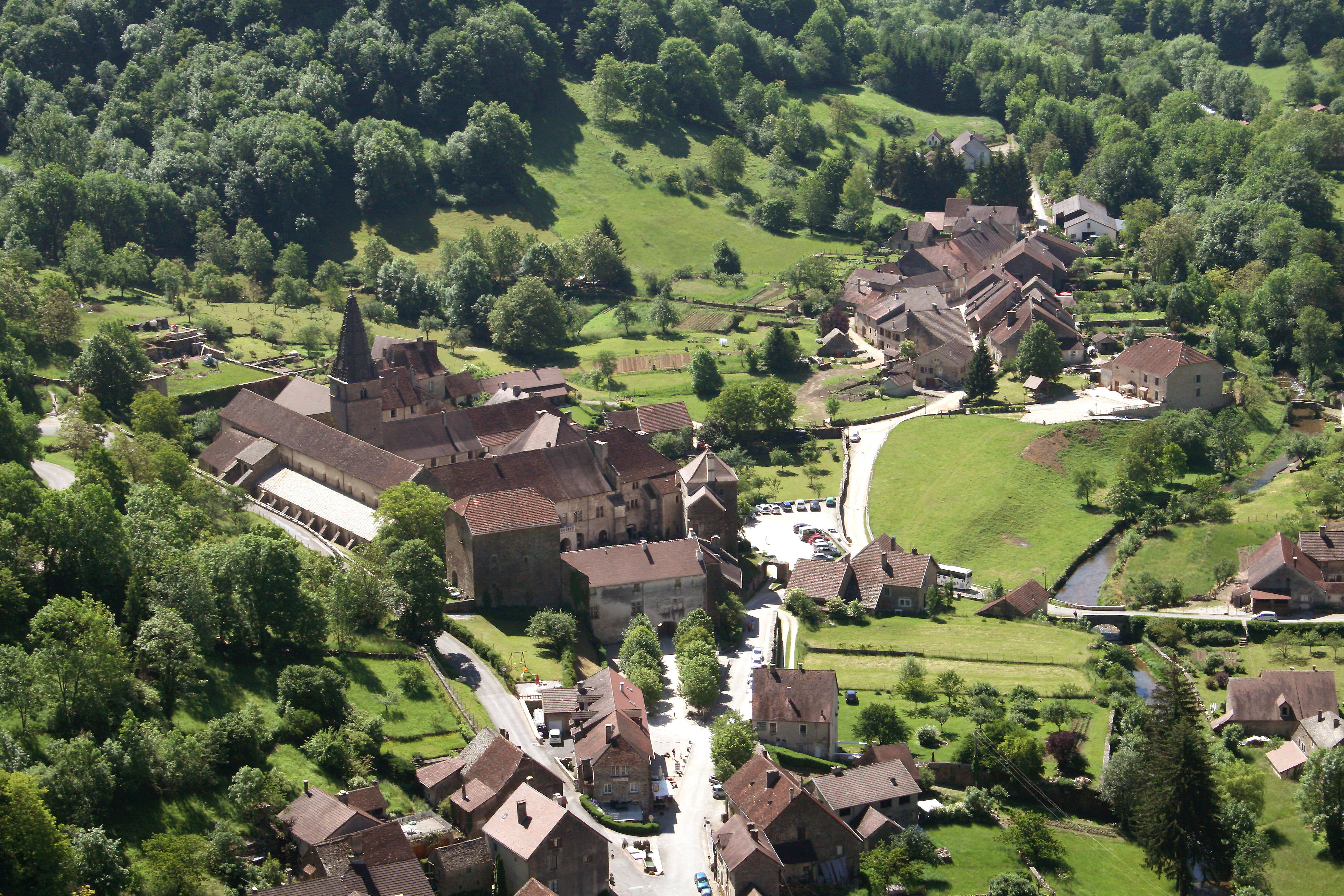
Baume-les-Messieurs

Il comune fa parte dell'associazione Les Plus Beaux Villages de France.

## Monumenti e luoghi d'interesse

### Abbazia benedettina di San Pietro

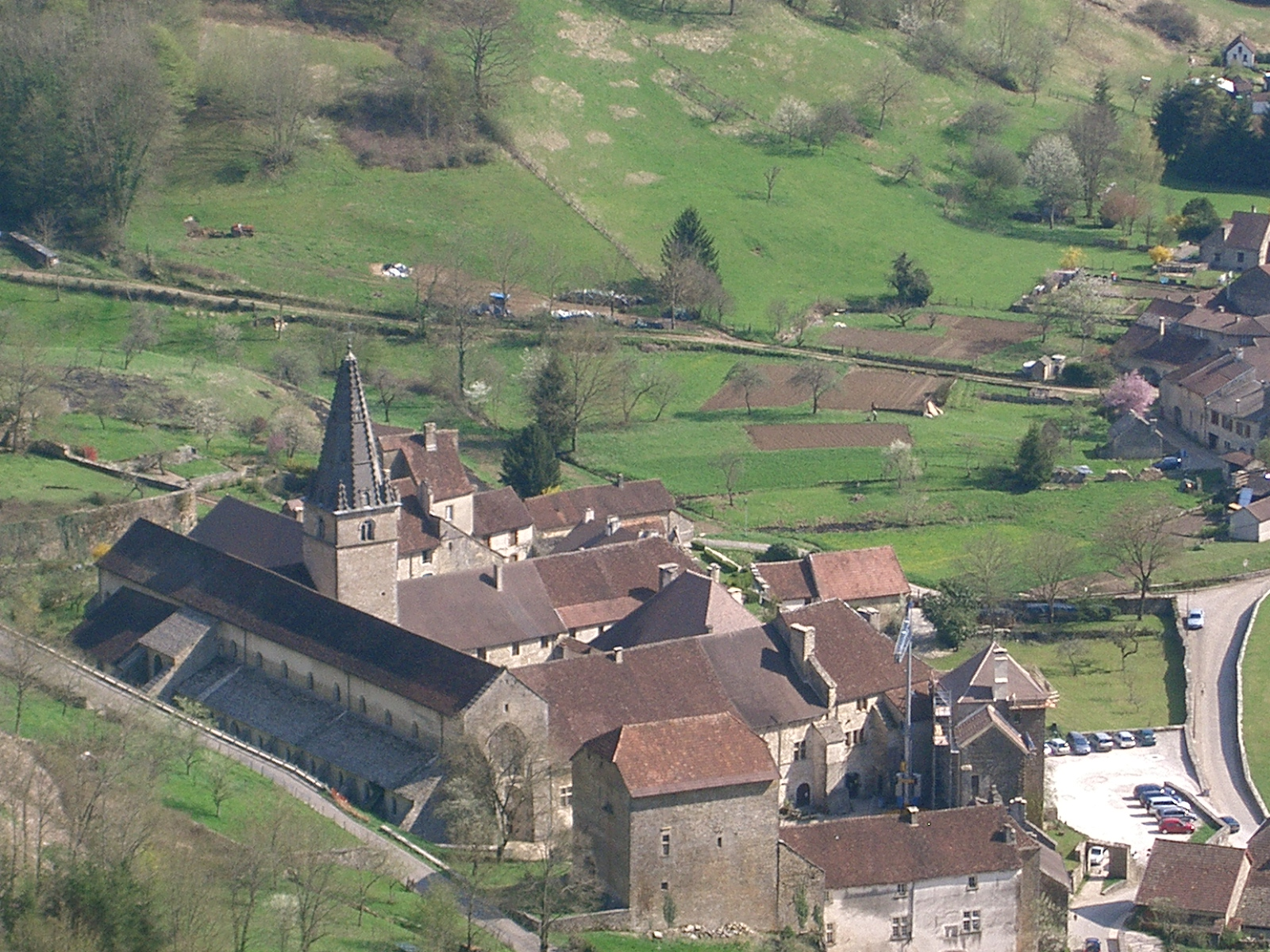
Veduta aerea della abbazia di San Pietro

Secondo la tradizione l'abbazia fu fondata nel tardo VI secolo da San Colombano lungo l'antica via romana che collegava Besançon a Lione.
Nell'abbazia è conservato un celebre retablo del XVI secolo.

## Società

### Evoluzione demografica
Abitanti censiti